# Ippa inceptrix
Ippa inceptrix är en fjärilsart som beskrevs av Edward Meyrick 1916. Ippa inceptrix ingår i släktet Ippa och familjen äkta malar.
Artens utbredningsområde är Sri Lanka. Inga underarter finns listade i Catalogue of Life.